# Kempasandra, Malur
Kempasandra là một làng thuộc tehsil Malur, huyện Kolar, bang Karnataka, Ấn Độ.